# Olorotitan
 Olorotitan  ist eine Gattung ornithopoder Dinosaurier, die zu den Lambeosaurinae gezählt wird, einer Unterfamilie der Hadrosauridae. Bisher ist ein nahezu vollständiges Skelett bekannt, das aus Schichten der Oberkreide (spätes Maastrichtium) aus der Amur-Region in Ostrussland stammt.
Wie seine Verwandten trug auch Olorotitan einen knöchernen Auswuchs auf dem Kopf. Es war ein Herbivore, der wahrscheinlich sowohl zweibeinig (biped) als auch vierbeinig (quadruped) laufen konnte.
Die einzige bisher bekannte Art dieser Gattung ist Olorotitan arharensis, die 2003 von Godefroit, Bolotsky und Alifanov beschrieben wurde. Der Name Olorotitan bedeutet so viel wie „riesiger Schwan“, während sich das Artepitheth arharensis auf den Fundort im Arhara-Land bezieht.

## Beschreibung
Die Beschreibung von Olorotitan basiert auf einem fast vollständigen, rund neun bis zehn Meter langen Skelett – das besterhaltene Lambeosaurinen-Skelett außerhalb Nordamerikas. Obwohl einige Schädelknochen (das Neurocranium und das Schädeldach) fehlen, ist der nach hinten gerichtete beilförmige Schädelkamm sehr gut erhalten. Dieser ist auch unter Lambeosaurinen ungewöhnlich und das auffälligste Merkmal.
Eine weitere wichtige Autapomorphie ist der verlängerte Hals, der aus 18 Wirbeln besteht – im Gegensatz zu den höchstens 15 Halswirbel aller anderen Hadrosauriden. Auch das Sacrum (Kreuzbein) hat mit 15 oder 16 Wirbeln mindestens drei Wirbel mehr als das anderer Hadrosauriden. Das proximale (zum Körper hin gelegene) Drittel des Schwanzes weist Verbindungen zwischen den Spitzen der Wirbelfortsätze auf, die diesen Schwanzabschnitt versteifen. Eine pathologische (durch Krankheit hervorgerufene) Ursache für dieses Merkmal ist jedoch nicht auszuschließen, Klarheit können nur weitere Funde bringen.

## Klassifikation, Fundort und Paläoökologie

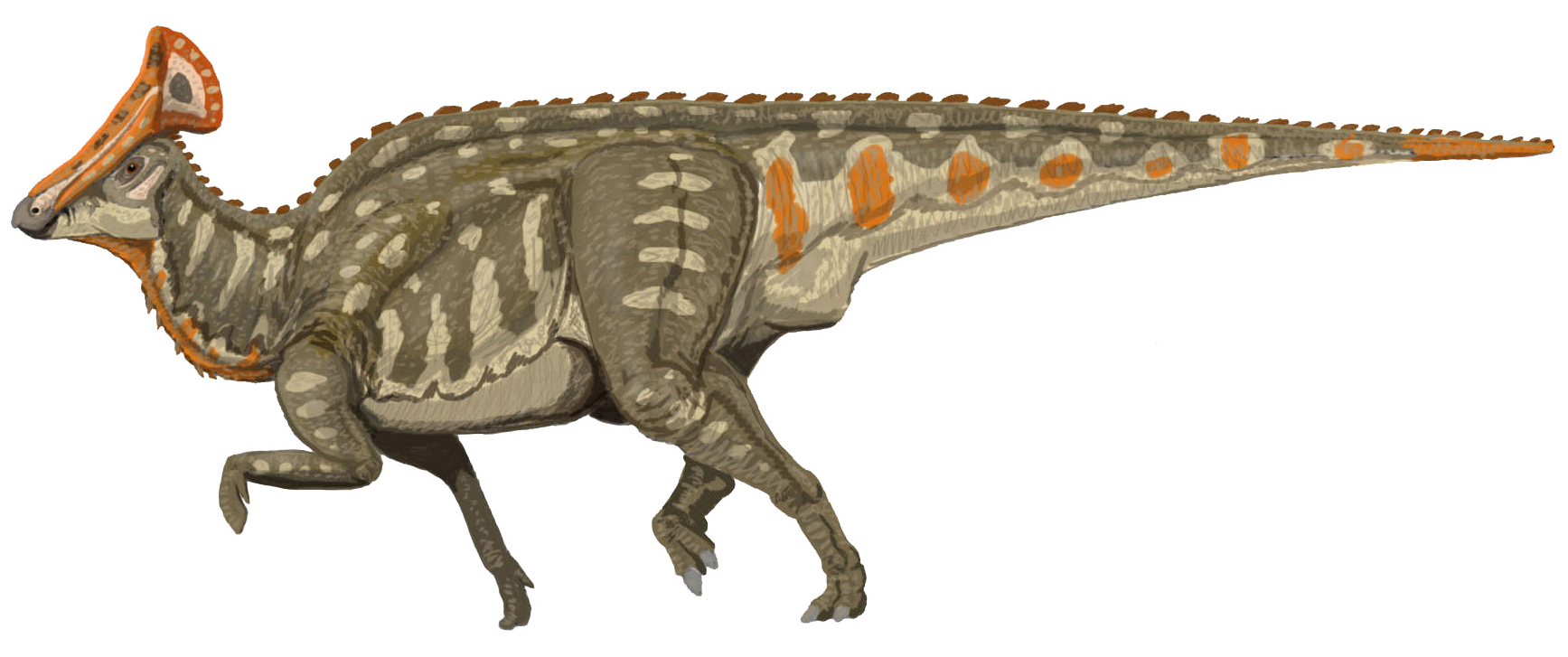
Zeichnerische Darstellung von Olorotitan

Innerhalb der Lambeosaurinae gibt es zwei Untergruppierungen, die Parasaurolophini und die Lambeosaurini. Olorotitan wird in letzterer eingeordnet und gilt als Schwestertaxon zu den nordamerikanischen Arten Hypacrosaurus und Corythosaurus.
Die zur Udurchukan-Formation (der untere Teil der Tsagayan-Group) gehörende Fundstelle wurde im Jahr 1991 bei Kundur entdeckt und gab neben dem Olorotitan-Skelett auch Überreste von Schildkröten, Krokodilen, Theropoden und Nodosauriden frei. An anderen Fundstellen der Amur-Region, vor allem bei Jiayin und Blagoweschtschensk, wurden weitere Hadrosauriden-Spezies nachgewiesen, mit denen sich Olorotitan den Lebensraum teilte. Darunter sind die Lambeosaurinen Amurosaurus und Charonosaurus sowie der Hadrosaurine Kerberosaurus. Anders als in Nordamerika, wo die Lambeosaurinae am Ende des Maastrichtiums selten wurde, war sie zur gleichen Zeit in Asien noch häufig, was auf klimatische oder ökologische Differenzen zurückgeführt wird.